# Солье, Антуан Жозеф Жан
Антуан Жозеф Жан Солье (фр. Antoine Joseph Jean Solier; 8 февраля 1792 — 27 ноября 1851) — французский натуралист, энтомолог и собиратель растений.

## Биография
Служил военным инженером (достиг чина капитана) во французской армии. Собирал коллекции во Франции, Алжире, Средиземноморье а также во время экспедиции в Океанию (в особенности активно собирал жуков). Публиковал научные труды (преимущественно по жесткокрылым (жукам)), в том числе «Orden III. Coleopteros».
Был членом Энтомологического общества Франции.
Родился и умер в Марселе.